# أوليفر ر. باريت
أوليفر ر. باريت (بالإنجليزية: Oliver R. Barrett)‏ هو محامي أمريكي، ولد في 1873، وتوفي في 1950.